# Церемония MTV Video Music Awards 2008
25-я церемония музыкальных наград MTV Video Music Awards 2008 прошла 7 сентября 2008 года в Лос-Анджелесе.
Бритни Спирс стала главным победителем ночи: Видео года, Лучшее женское видео и Лучшее поп-видео за клип «Piece of Me». Tokio Hotel победили в голосовании зрителей в номинации — Лучший новый артист.

## Номинации
Победитель выделен жирным шрифтом.

### Видео года | Video of the Year
- Бритни Спирс — «Piece of Me»
- Крис Браун — «Forever»
- Jonas Brothers — «Burnin’ Up»
- Pussycat Dolls — «When I Grow Up»
- The Ting Tings — «Shut Up and Let Me Go»

### Лучшее мужское видео | Best Male Video
- Chris Brown — «With You»
- Flo Rida (совместно с T-Pain) — «Low»
- Lil Wayne (совместно с Static Major) — «Lollipop»
- T.I. — «No Matter What»
- Usher (совместно с Young Jeezy) — «Love in This Club»

### Лучшее женское видео | Best Female Video
- Бритни Спирс — «Piece of Me»
- Мэрайя — «Touch My Body»
- Кэти Перри — «I Kissed a Girl»
- Рианна — «Take a Bow»
- Джордин Спаркс (совместно с Крисом Брауном) — «No Air»

### Лучший новый артист | Best New Artist
- Tokio Hotel — «Ready, Set, Go!»
- Майли Сайрус — «7 Things»
- Кэти Перри — «I Kissed a Girl»
- Джордин Спаркс (совместно с Крисом Брауном) — «No Air»
- Тейлор Свифт — «Teardrops on My Guitar»

### Лучшее поп видео | Best Pop Video
- Бритни Спирс — «Piece of Me»
- Danity Kane — «Damaged»
- Jonas Brothers — «Burnin’ Up»
- Panic! At the Disco — «Nine in the Afternoon»
- Tokio Hotel — «Ready, Set, Go!»

### Лучшее рок видео | Best Rock Video
- Linkin Park — «Shadow of the Day»
- Fall Out Boy (совместно с Джоном Мейером) — «Beat It»
- Foo Fighters — «The Pretender»
- Paramore — «Crushcrushcrush»
- Slipknot — «Psychosocial»

### Лучшее хип-хоп видео | Best Hip-Hop Video
- Lil Wayne (совместно с Static Major) — «Lollipop»
- Mary J. Blige — «Just Fine»
- Lupe Fiasco (совместно с Matthew Santos) — «Superstar»
- Flo Rida (совместно с T-Pain) — «Low»
- Канье Уэст (совместно с Крисом Мартином) — «Homecoming»

### Лучшее танцевальное видео | Best Dancing in a Video
- Pussycat Dolls — «When I Grow Up»
- Крис Браун — «Forever»
- Danity Kane — «Damaged»
- Мадонна (совместно с Джастином Тимберлейком и Timbaland) — «4 Minutes»
- Ne-Yo — «Closer»

### Лучшая режиссура | Best Direction in a Video
- Эрика Баду — «Honey» (Режиссёр: Эрика Баду и Mr. Roboto)
- Linkin Park — «Shadow of the Day» (Режиссёр: Джо Хан)
- Panic! At the Disco — «Nine in the Afternoon» (Режиссёр: Shane Drake)
- Pussycat Dolls — «When I Grow Up» (Режиссёр: Джозеф Кан)
- Рианна — «Take a Bow» (Режиссёр: Энтони Мэндлер)

### Лучшая хореография | Best Choreography in a Video
- Gnarls Barkley — «Run» (Хореограф: Майкл Руни)
- Adele — «Chasing Pavements» (Хореограф: Маргерит Деррикс)
- Крис Браун — «Forever» (Хореограф: Tone & Rich)
- Крис Браун (совместно с T-Pain) — «Kiss Kiss» (Хореограф: Flii Stylz)
- Pussycat Dolls — «When I Grow Up» (Хореограф: Робин Антин и Майк Майнден)

### Лучшие спецэффекты в видео | Best Special Effects in a Video
- Канье Уэст (совместно с T-Pain) — «Good Life» (Спецэффекты: SoMe, Jonas & François)
- Эрика Баду — «Honey» (Спецэффекты: X1 FX)
- Coldplay — «Violet Hill» (Спецэффекты: Аса Мэдер)
- Мисси Элиот — «Ching-a-Ling/Shake Your Pom Pom» (Спецэффекты: Les Umberger)
- Linkin Park — «Bleed It Out» (Спецэффекты: Дэвид Лебенсфелд и Адам Катино)

### Лучшая художественная работа | Best Art Direction in a Video
- Gnarls Barkley — «Run» (Художник-постановщик: Happy and Kells Jesse)
- MGMT — «Electric Feel» (Художник-постановщик: Софи Кософски)
- Кэти Перри — «I Kissed a Girl» (Художник-постановщик: Бенджи Бэмпс)
- Pussycat Dolls — «When I Grow Up» (Художник-постановщик: Марсель Гравель)
- The White Stripes — «Conquest» (Художник-постановщик: Дэвид Фицпатрик)

### Лучший монтаж | Best Editing in a Video
- Death Cab for Cutie — «I Will Possess Your Heart» (Монтажёр: Аарон Стюарт-Ан и Джефф Бьюкэнэн)
- Эрика Баду — «Honey» (Монтажёр: Т. Дэвид Биннс)
- Ne-Yo — «Closer» (Монтажёр: Кларк Эдди)
- Кэти Перри — «I Kissed a Girl» (Монтажёр: Том Линдсэй)
- Weezer — «Pork and Beans» (Монтажёр: Джефф Консильо and Колин Вудс)

### Лучший операторская работа | Best Cinematography in a Video
- The White Stripes — «Conquest» (Главный оператор: Виатт Тролл)
- Эрика Баду — «Honey» (Главный оператор: Карстен «Crash» Гопинат)
- Death Cab for Cutie — «I Will Possess Your Heart» (Главный оператор: Аарон Стюарт-Ан и Шоун Ким)
- Кэти Перри — «I Kissed a Girl» (Главный оператор: Саймон Тирлэуэй)
- Pussycat Dolls — «When I Grow Up» (Главный оператор: Кристофер Пробст)

### Лучшее видео Великобритании | Best UK Video[1]
- The Ting Tings — «Shut Up and Let Me Go»[2]
- Coldplay — «Violet Hill»
- Даффи — «Warwick Avenue»
- Estelle (совместно с Канье Уэстом) — «American Boy»
- Леона Льюис — «Bleeding Love»

## Выступления

### Pre-show
- Dance-off: Fanny Pak vs. Kaba Modern

### Основное шоу
- Rihanna — «Disturbia»/«Seven Nation Army»
- Lil Wayne (с Leona Lewis and T-Pain) — «DontGetIt»/«A Milli»/«Got Money»
- Paramore — «Misery Business»
- T.I. (с Rihanna) — «Whatever You Like»/«Live Your Life»
- Christina Aguilera — «Genie 2.0»/«Keeps Gettin' Better»
- Kid Rock (с Lil Wayne) — «All Summer Long»
- Kanye West — «Love Lockdown»

### Back lot (off stage)
- Jonas Brothers — «Lovebug»
- P!nk — «So What»
- T.I. — «Whatever You Like»

### DJ AM и Travis Barker
интерлюдии, состоящие из ремиксов прошлых хитов шоу, а также с :
- Katy Perry — «Like a Virgin»/«I Kissed a Girl»
- The Ting Tings — «Shut Up and Let Me Go»
- LL Cool J — «Going Back to Cali»
- Lupe Fiasco (с Matthew Santos) — «Superstar»

#### Ремиксы
- Oasis — «Wonderwall»
- a-ha — «Take on Me»
- M.I.A. — «Bucky Done Gun»
- Rage Against the Machine — «Killing in the Name»

## При участии
- Бритни Спирс — открытие шоу
- Jonah Hill — открытие церемонии, скетчи
- Jamie Foxx — презентовала Best Female Video
- Пит Венц, Heidi Montag and Spencer Pratt — представила Best New Artist voting
- Demi Moore — презентовала Best Male Video
- Тейлор Свифт — представила Jonas Brothers
- Michael Phelps — представила Lil' Wayne
- Ciara, Lindsay Lohan and Fanny Pak — представила победителя dance-off (Lohan and Ciara) и презентовала Best Dancing в Video
- Пит Венц and Danity Kane — introduced Best New Artist voting
- Robert Pattinson, Cam Gigandet, Taylor Lautner and Kristen Stewart — представили Paramore
- Slash and Shia LaBeouf — представили Best Rock Video
- Miley Cyrus — представила Pink
- Пит Венц и Ashlee Simpson — представили Best New Artist voting
- Slipknot (Corey Taylor, Jim Root и Shawn Crahan) и Christopher Mintz-Plasse — представили Best Hip-Hop Video
- John Legend and Jordin Sparks — представили T.I. и Rihanna
- Zac Efron, Vanessa Hudgens, Ashley Tisdale and Corbin Bleu — представили Christina Aguilera
- Lauren Conrad и Chace Crawford — презентовали Best New Artist
- Paris Hilton — presented Best Pop Video
- Drake Bell и Josh Peck — представили Kid Rock
- Kobe Bryant — презентовал Video of the Year